# Zanclognatha laevigata
Zanclognatha laevigata là một loài bướm đêm thuộc họ Noctuidae. Nó được tìm thấy ở Manitoba tới Nova Scotia, phía nam đến Florida và Missouri.
Sải cánh dài khoảng 30 mm. Có một lứa một năm.
Ấu trùng ăn detritus, bao gồm dead leaves.